# Hans Heuser (Architekt)
Hans Heuser (* 22. August 1904 in Düsseldorf; † 3. September 1953 ebenda) war ein deutscher Architekt.

## Leben und Wirken
Heuser war Autodidakt und absolvierte seine Ausbildung bei den Architekten Tietmann & Haake in Düsseldorf. Er besuchte außerdem die Kunstgewerbeschule Düsseldorf. Studienreisen führten ihn nach Holland, Belgien, Schweden, Frankreich, Spanien, Italien, England und Irland.
Ab 1933 arbeitete Heuser in Düsseldorf als freier Architekt und es begannen eine Zusammenarbeit mit Helmut Hentrich. 1935 bildete er mit Hentrich die Architektengemeinschaft Hentrich & Heuser, die sich an bedeutenden Wettbewerben im Deutschen Reich beteiligte. 1938 erhielt Heuser einen Ruf an die Akademie für Städtebau und Landesplanung. 1943 wurden Hentrich & Heuser von Albert Speer mit Planung und Bauleitung von massiven Unterkünften für Rüstungsarbeiter im Ruhrgebiet beauftragt. 1944 beauftragte der Arbeitsstab für den Wiederaufbau bombenzerstörter Städte Hentrich & Heuser mit dem Wiederaufbau Krefelds, das durch einen schweren Luftangriff der Royal Air Force in der Nacht vom 21. auf den 22. Juni 1943 in Schutt und Asche gelegt worden war. Hans Heuser stand 1944 in der Gottbegnadeten-Liste des Reichsministeriums für Volksaufklärung und Propaganda.
Als gut eingeführtes Architekturbüro gelang es Hentrich & Heuser nach dem Zweiten Weltkrieg nahtlos, bedeutende Planungs- und Bauaufträge in Düsseldorf und Umgebung zu übernehmen. Dabei halfen gute, seit Langem bestehende Beziehungen zu Friedrich Tamms und Hanns Dustmann. Im Rahmen des Düsseldorfer Architektenstreits gehörten Hentrich & Heuser zu den Büros und Planern, deren Zusammenarbeit mit Friedrich Tamms vom oppositionellen „Architektenring Düsseldorf“ kritisiert wurde.
Hans Heuser starb 1953 im Alter von 49 Jahren. Sein Partner Helmut Hentrich führte das Architekturbüro fortan mit Hubert Petschnigg fort, als Nachfolgeinstitution HPP Architekten besteht es bis heute.

## Privates
Im Jahr 1948 heiratete Hans Heuser Maria Magdalena Feldmann.

## Werke (Auswahl)
(Größtentreils zusammen mit Helmut Hentrich)
- Wiederherstellung Stiftsgebäude, Düsseldorf-Kaiserswerth
- Einfamilienhaus Schmitz-Egelhoff, Krefeld, Hüttenallee, 1935[11][12]
- Kopfhaus (Mehrfamilienhaus), Inselstraße 34/Ecke Scheibenstraße, Düsseldorf, 1935–1936
- Einfamilienhaus Dr. Rohde, Düsseldorf, Am Gallberg, 1936[13][14]
- Einfamilienhaus Dr. Blasendorff, Meerbusch, 1936[15]
- Fünffamilienhaus Poensgen, Düsseldorf, Rheinallee, 1936[16]
- Musterhaus Franz-Jürgens-Straße 8, Düsseldorf-Golzheim, zur Reichsausstellung Schaffendes Volk für Bildhauer Ernst Reiss-Schmidt (1902–1987) in der Künstlersiedlung Schlageterstadt (heute Golzheimer Siedlung), 1937
- Hochwasserschutztor (Deichtor) in Orsoy, 1937
- „Jagdhaus Otto Brendt“ in Brandenberg (Hürtgenwald), 1937[17]
- HJ-Heim in Duisburg-Rheinhausen, Werthauser Straße, 1937–1938[18]
- Feuerwehrschule, Schützenstraße, Hilden, 1938
- HJ-Jugendheim, Schulstraße, Hilden, 1938–1939
- „Haus Ö.“ [Oetker] in Krefeld, vor 1943
- Wiederherstellung Suitbertusdom, Kaiserswerth, 1947
- Hotel Bierhoff, 1947
- Geschäftshaus Corneliusplatz, Düsseldorf 1948
- Rekonstruktion Jacobi-Haus (Malkasten-Haus), Düsseldorf-Pempelfort, 1949
- Haus Weber, Düsseldorf-Kalkum, An der alten Mühle 5, 1951
- Drahthaus, Düsseldorf-Golzheim, 1951–1952
- Gerling-Hochhaus, Gereonshof, Köln (Entwurf, Änderungen durch Hans Gerling), 1950–1953
- Bankhaus Heinz Ansmann, Düsseldorf, 1952
- Aluminiumhaus, Jägerhofstraße, Düsseldorf, 1952–1953

## Galerie

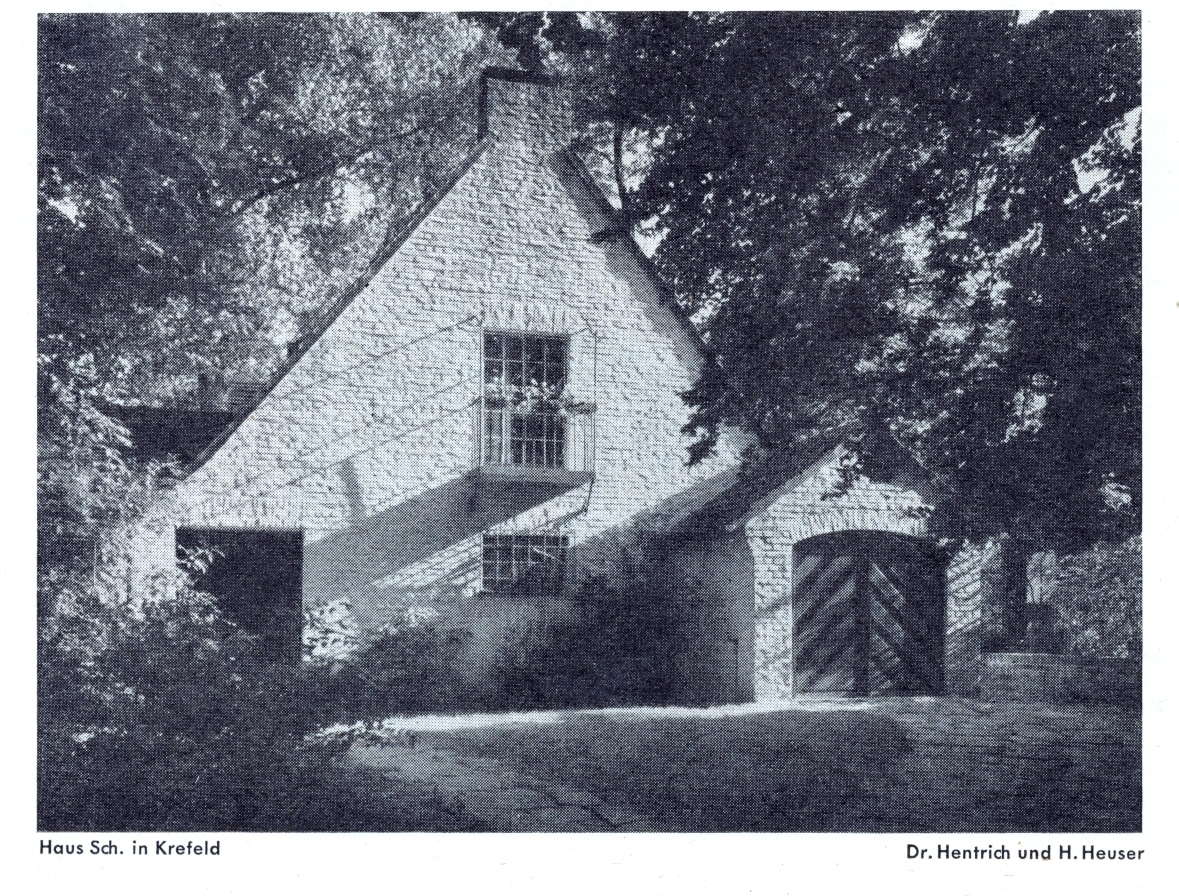
Haus Schmitz-Egelhoff, Krefeld
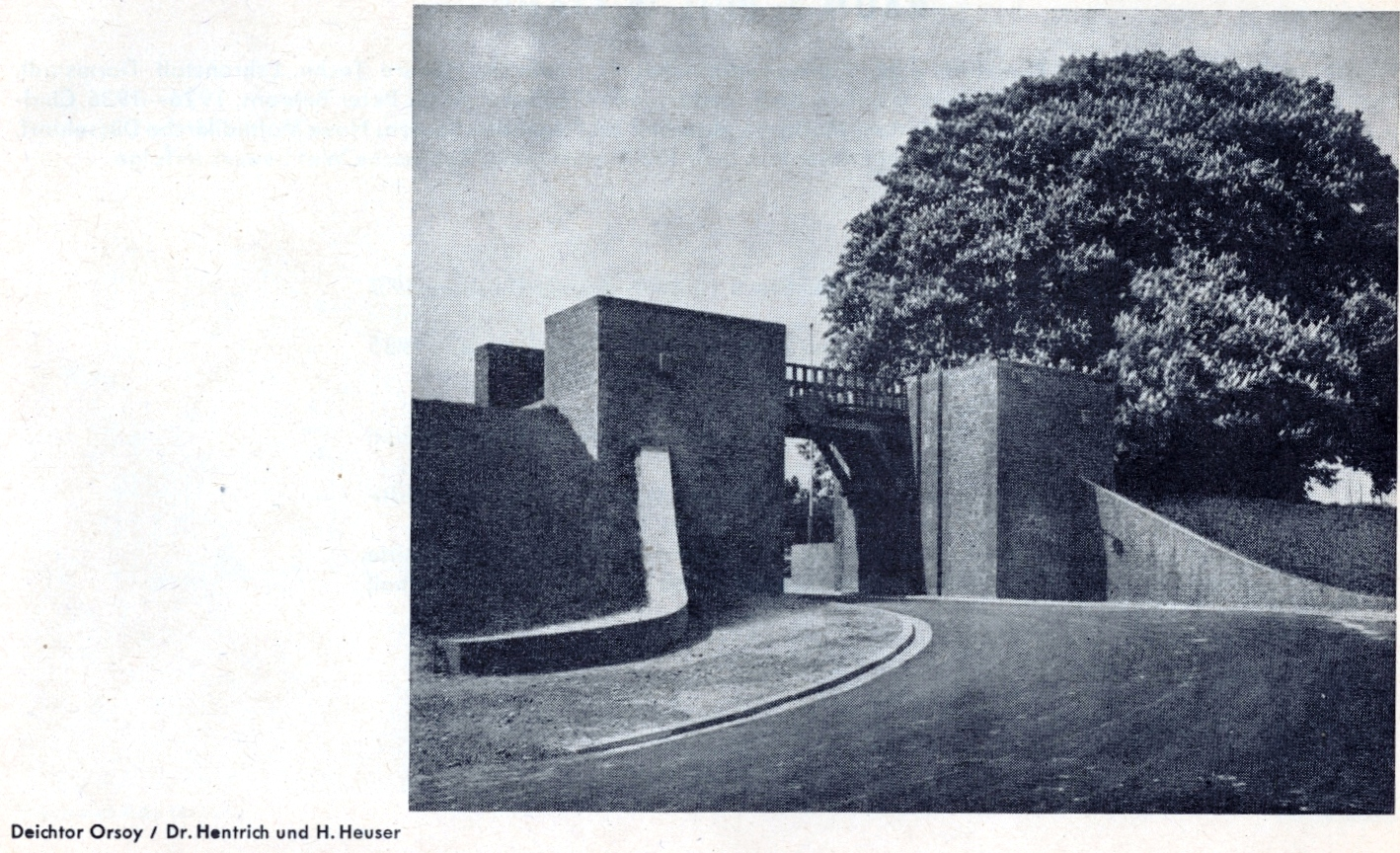
Hochwasserschutztor (Deichtor) in Orsoy
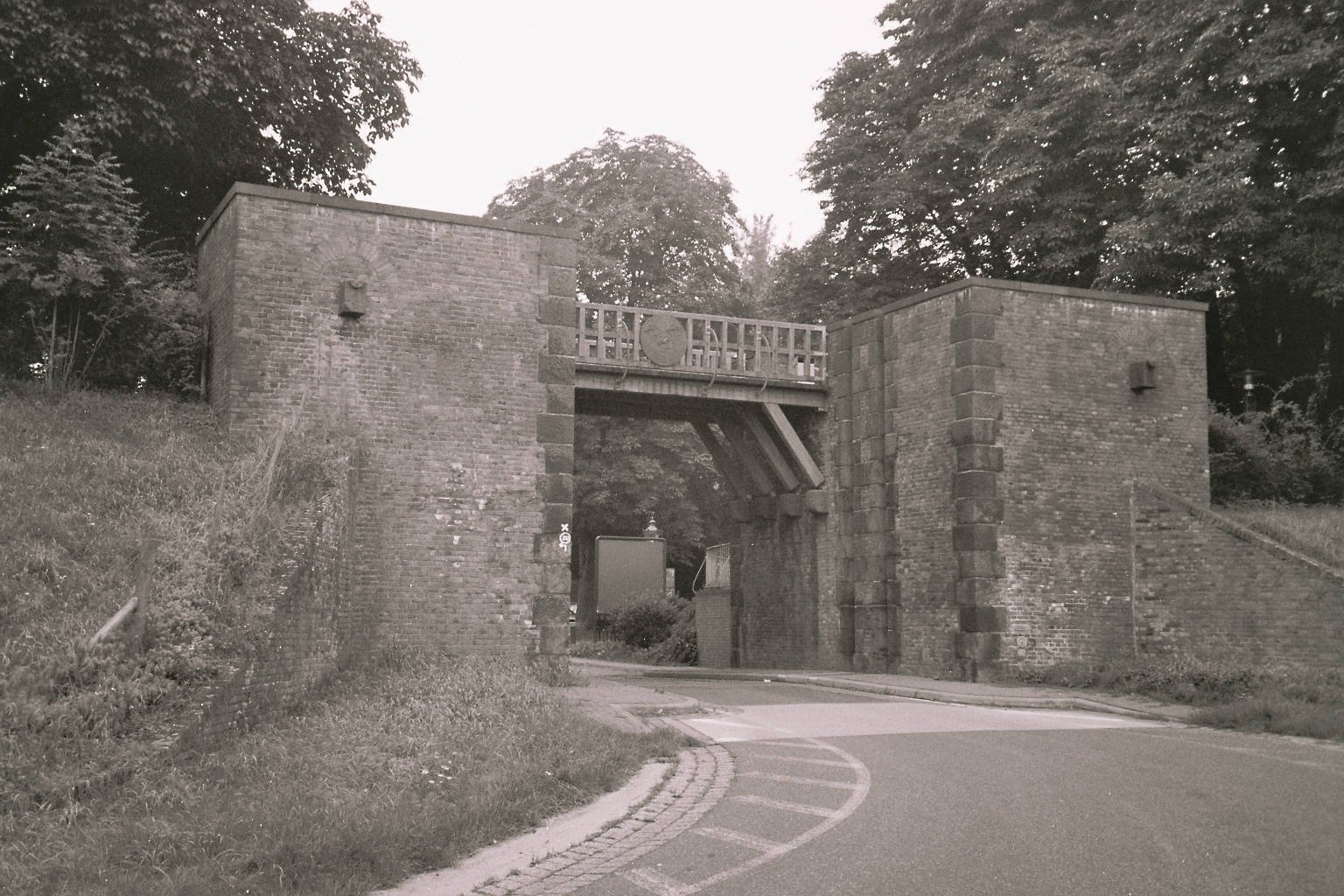
Hochwasserschutztor (Deichtor) in Orsoy
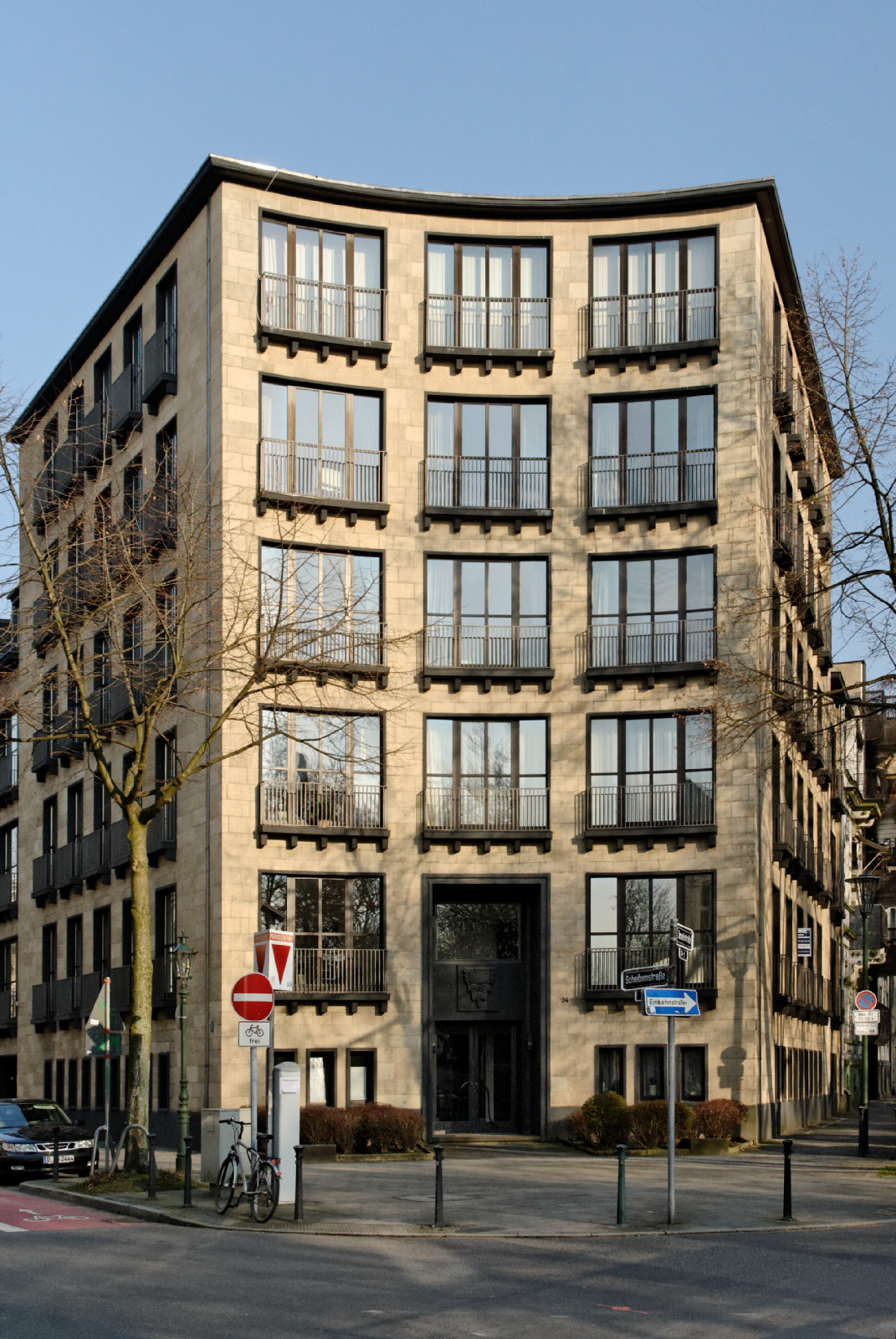
Kopfhaus, Düsseldorf
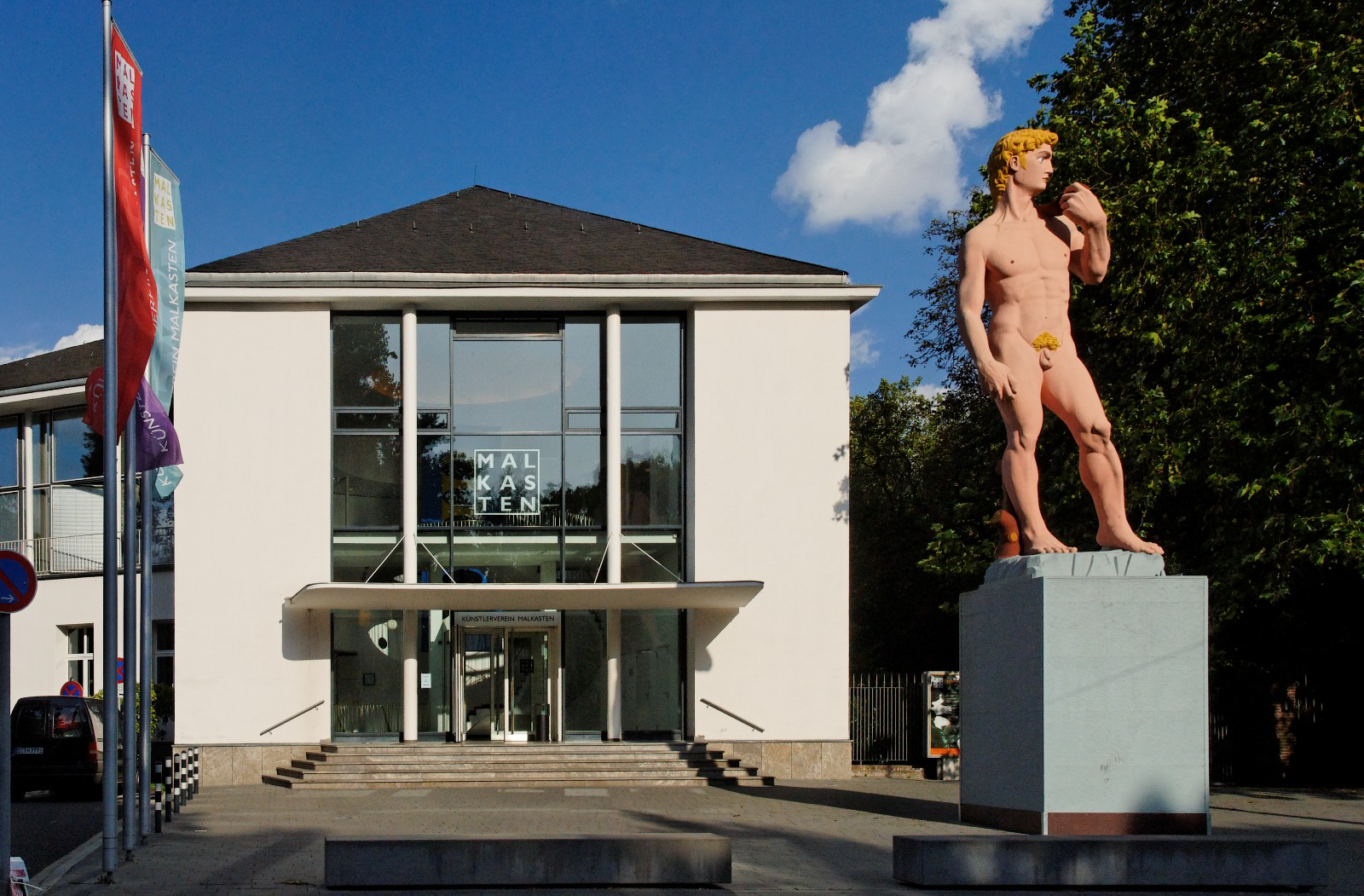
Malkasten-Haus, Düsseldorf